# Thor

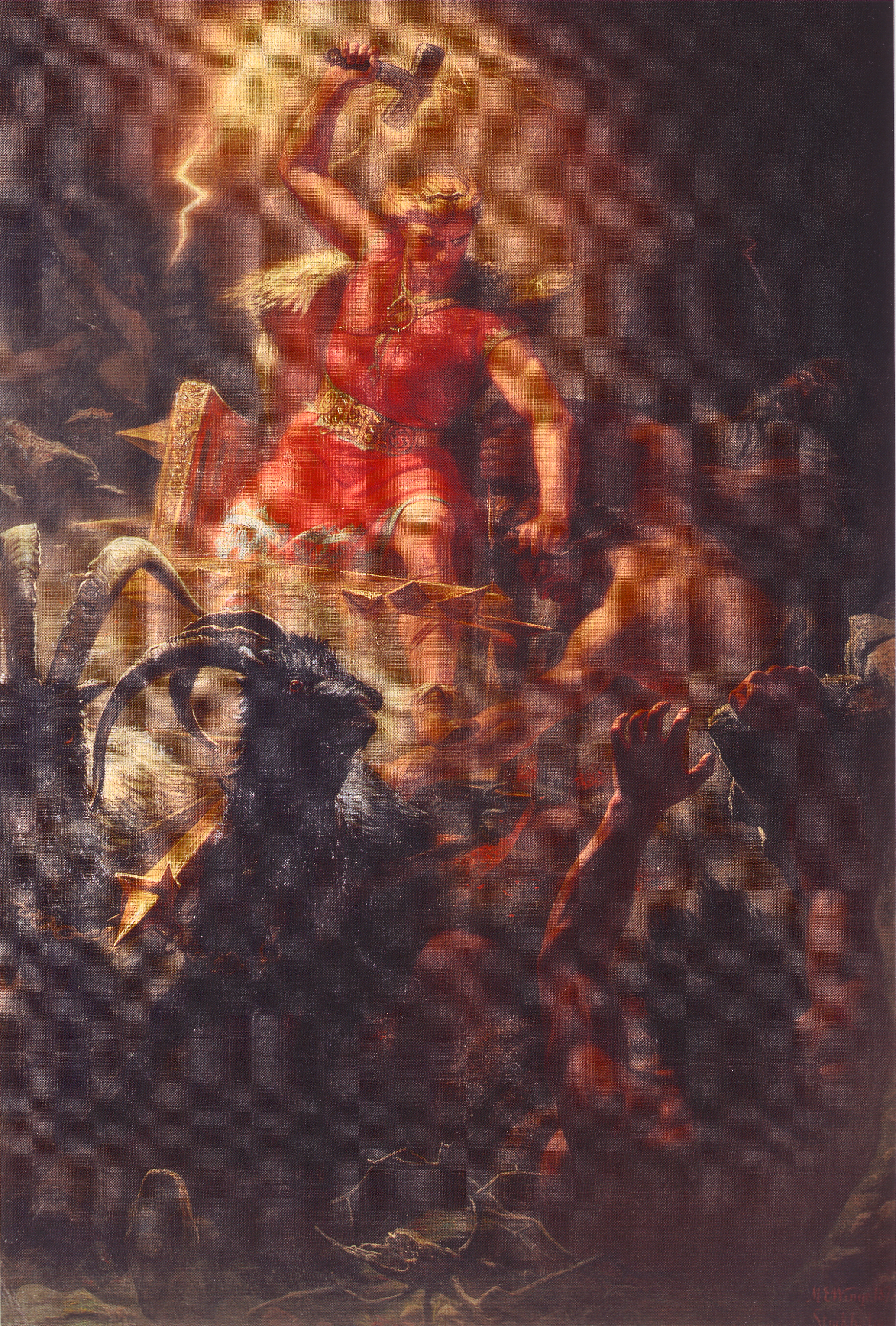
La batalla de Thor contra los gigantes, de Mårten Eskil Winge, 1872.

Thor (del nórdico antiguo Þórr, pronunciado /θoːrː/ en islandés antiguo y /θo͡u̯r̥/ en islandés moderno) es el dios del trueno y fuerza en la mitología nórdica y germánica. Su papel es complejo ya que tenía influencia en áreas muy diferentes, tales como el clima, las cosechas, la protección, la consagración, la justicia, las lidias, los viajes y las batallas.
Una vez que el proceso de cristianización fue completado, la figura de Thor fue demonizada por la creciente influencia de misioneros cristianos. Después de que el cristianismo se cimentara, restos de su fe se conservaron de forma clandestina principalmente en áreas rurales, sobreviviendo así hasta tiempos modernos en el folclore germano y más recientemente reconstruido bajo diversas formas en el neopaganismo germánico.

## Etimología y orígenes

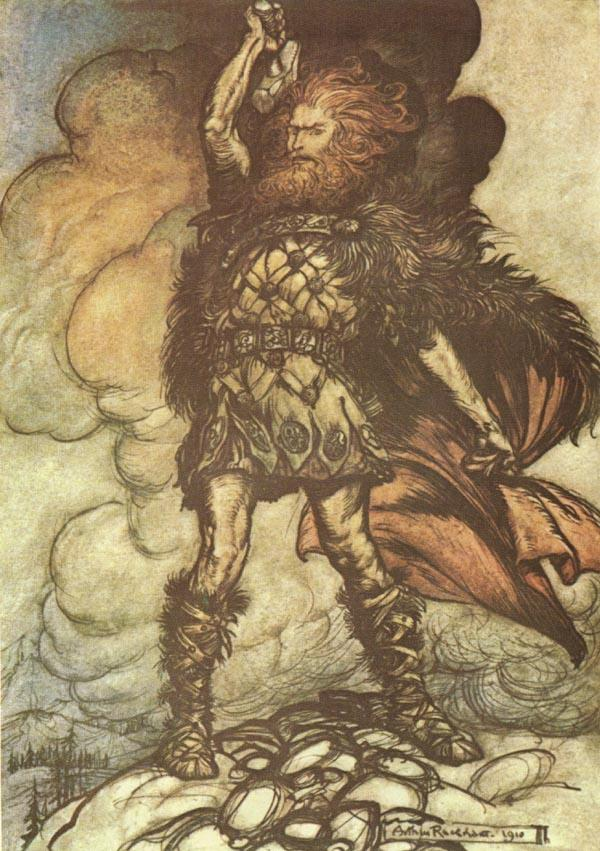
Thor en una ilustración de Arthur Rackham en la obra escrita de Richard Wagner El oro del Rin y La valquiria (principios del)

### Etimología
El nombre del dios es Þórr en nórdico antiguo, Þunor en anglosajón, Thunaer en sajón antiguo, Thonar o Donar en neerlandés antiguo y antiguo alto alemán y þunraR en protonórdico.
Todas estas formas derivan del protogermánico *Þunraz. Tiene el mismo origen que la palabra trueno en inglés thunder, (incluso la misma palabra castellana "trueno") al igual que la palabra alemana Donner, la neerlandesa donder, la sueca tordön, la francesa 'tonnerre',  y la danesa y noruega torden; también la evangélica 'Boanerges': b, t, d, n, m, v, f, p, son intercambiables.
A su vez se puede hallar interrelación, tanto descriptiva como etimológica, con el dios de la mitología griega Zeus, Ζεύς, del griego antiguo, el cual coincide con Thor en aspectos generales. Por ejemplo, tanto Zeus como Thor comprenden deidades del trueno, ejercen un papel protagonista y ambos se corresponden como los dioses más venerados en sus respectivas mitologías. En griego antiguo el nombre del dios es Ζεύς, (Zeús), en el caso nominativo y Διός, (Diós), en el genitivo. La misma palabra latina deus —de la cual derivan otras muchas palabras como dio (italiano), dieu (francés), dios (español), déu (catalán), deus (gallego), etc.— coincide con Zeus y por tanto con Thor, aunque Zeus y deus derivan de la raíz protoindoeuropea *dyeu-/*dyu, similar al védico 'dyaus': 'la claridad', 'la fuerza'; y trueno, Thor y thunder de *(s)tenə.
Sin embargo, hay que tener siempre claro que el griego Ζεύς y el latín Iu-ppiter se corresponden, etimológicamente hablando, con el dios *Tīwaz ← *deiwos, forma que da alemán antiguo Zîo, en nórdico Týr y en anglosajón Tíġ, Tíw.

## Orígenes y paralelos indoeuropeos
Los pueblos indoeuropeos y posteriores, tenían un dios del cielo, relámpagos y truenos. Thor surgió probablemente heredando las principales características de las religiones indoeuropeas y se desarrolló bajo la idiosincrasia cultural y religiosa regional de los pueblos germánicos. Según la teoría de Georges Dumézil había tres dioses principales entre los pueblos indoeuropeos, cada uno con una función particular, y entre ellos el dios del cielo y el trueno era quien ocupaba la posición principal.
Tácito, en su obra Germania realiza una interpretatio romana a la cultura de los germanos e identifica a Donar con Hércules, de lo cual puede deducirse que sus características esenciales eran muy similares. Como personificación del poder y en cuanto a sus atributos compartían muchas similitudes, Thor con un martillo y Hércules con un garrote y ambos dados a la glotonería. Además Tácito menciona que los teutones adoran a Hércules con cantos que llaman barditus, especialmente antes de las batallas. Esto puede compararse con lo que sucedía en la antigua Ática, donde los atenienses acudían al oráculo de Delfos aconsejados por los Peán cantando un conjuro mítico de victoria. Este canto de Peán pasó al mito de Apolo y su victorioso combate ante la serpiente Pitón.
Donar era el dios principal de los batavios con el centro de su culto en la actual Nimega, Países Bajos, en donde se han encontrado dos templos al aire libre y un tercero en la cercana ciudad de Elst.
En Germania Inferior, datando de los primeros siglos, se han encontrado brazaletes, monedas y piedras con inscripciones latinas que indicaban que habían sido ofrendadas a Donar. Las inscripciones en su mayoría tenían el nombre de Hercules Magusanus que era como los romanos llamaban al dios principal de los batavios. Inscripciones con este nombre se han encontrado en diversas partes como Houten, Tielland, Ubbergen, Westkappelle y Vetera en Holanda, Bonn en Alemania y Roma en Italia. La razón por la cual su nombre se dispersó tanto es porque los batavios entraron al servicio de los romanos y de ese modo lo divulgaron por todo el imperio, y al ser Donar un dios de la batalla, era particularmente popular entre los guerreros batavios.
La idea de un dios del cielo y la tormenta con un arma arrojadiza tal como el martillo de guerra de Thor y con un carro es una antigua imagen de dios. La deidad hitita Teshub es representada de forma muy similar, salvo que con un hacha y el dios hindú Indra también posee un carro y su arma principal son los rayos.
En muchas pinturas escandinavas en rocas y lápidas se encuentran figuras masculinas alzando martillos o hachas y en algunos casos también labrys o destras, en ocasiones en representaciones fálicas (por ejemplo, la tumba de Kivik), lo cual puede ser interpretado como un símbolo de poder y representar una deidad. El martillo de Thor en el área norte de Alemania y el garrote de Donar en el sur fueron durante el paganismo tardío, posterior a los petroglifos, un amuleto de fertilidad, en particular femenina.
Otros paralelos a mitos del Indo es el de la lucha del dios del trueno con serpientes o dragones. En el caso de Thor combatiendo con la serpiente del Midgard, para los griegos existen casos análogos como la lucha de Apolo contra Pitón, Heracles contra la Hidra de Lerna, en la mitología hitita el dios Teshub y la serpiente dragón Illuyanka, y en la mitología hindú la lucha del dios Indra con el dragón Vritra según lo relata el Rig Vedá. El mito de la lucha con la serpiente es una característica evidente en todas estas culturas, como un símbolo de lucha en la región dominante.
Existe también, cierto paralelismo entre las formas de diálogo entre Thor y Odín en Hárbardsljód, con los registrados entre Indra y Varuna de acuerdo al Rig Veda. Según Dumézil estos diálogos no muestran un tono agresivo de conflictos entre diferentes cultos, sino más bien una antigua forma de diálogo basado en la diferente naturaleza de los dioses y su función en diferentes áreas.
La mayoría de las características antropomórficas de Thor son comparables con las de Indra respecto al pelo y al uso de barba. Indra es de cabellera y barba rubia según es descrito en Rig Veda, mientras que Thor es pelirrojo y ambos son en esencia dioses filantrópicos.
Existen similitudes en cuanto a la veneración de árboles consagrados al dios del trueno. Los germanos veneraban bosques sagrados y el árbol del dios del trueno, era el roble. Para los griegos Zeus también gobernaba sobre los truenos, relámpagos y la lluvia y en ocasiones se le conocía con el sobrenombre de "Tonante" o "Tronituante". Los robles eran los árboles consagrados a Zeus e incluso tenían un roble oracular en Dódona, su paralelo romano Júpiter, el cual también era adorado como dios de la lluvia y el trueno era igualmente asociado con ellos. Los eslavos veneraban estos árboles que eran consagrados al dios del trueno Perun del cual se han encontrado en Nóvgorod imágenes del dios con un hacha con rayos en la mano. Los lituanos tenían por deidad principal a Perkunas, dios del trueno y del relámpago al cual al igual que a los anteriores le consagraban los robles.

### Paganismo tardío
La idea de Thor entre los pueblos germánicos era uniforme, pero hubo muchos desarrollos y cambios, p. ej. en su posición y rango, particularmente entre el período romano, el periodo de las grandes migraciones y la era vikinga.
Odín ocupa la mayor posición dentro del panteón nórdico, reemplazando al antiguo dios del cielo Tyr, por lo que Thor se encuentra en un nivel inferior de jerarquía, al menos según lo que relata la poesía escáldica. Sin embargo Thor era el principal dios venerado por los campesinos. Tenía templos, arboledas sagradas, y muchos topónimos aún presentes mayormente en Noruega, Suecia, Islandia e Inglaterra hacen referencia a su nombre. La imagen de Odín como dios mayor era común principalmente entre los nobles y en consecuencia se reflejaba en los poemas de los escaldos, lo que tuvo gran impacto posteriormente en las Eddas, escritas en el siglo XIII. Como el proceso de cristianización de los pueblos y tribus germánicas iba unido a la destrucción de todo lo pagano, se conservó muy poca información sobre el dios. La mayor fuente de información sobre Thor se encuentra en las sagas islandesas y las Eddas, sin embargo muchas de estas obras no se libraron de las influencias cristianas.

## Características

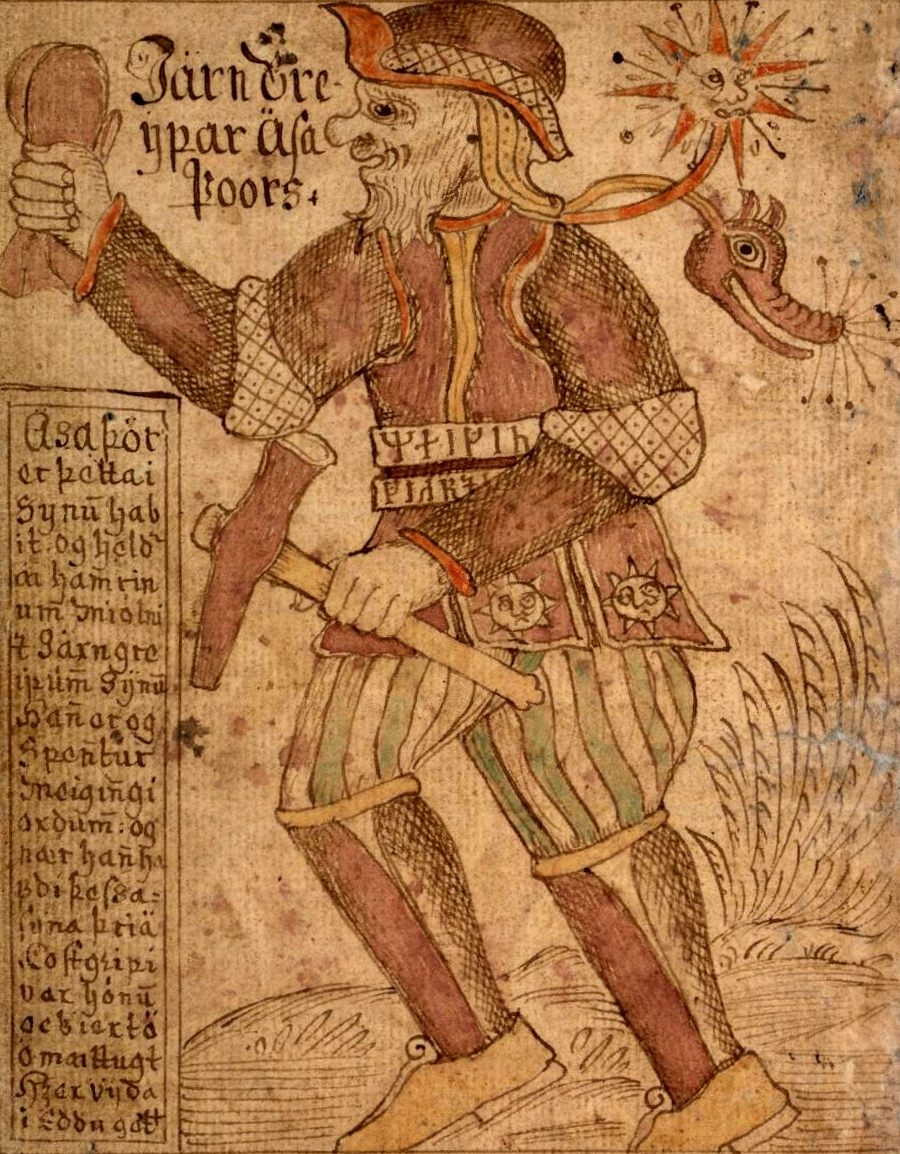
Thor con su martillo, Mjolnir, y su cinturón de fuerza, Megingjörð, en un manuscrito islandés del.

Thor tenía una gran área de influencia desde controlar el clima y las cosechas hasta la consagración, justicia, protección y batallas. Por ello en muchas ocasiones se lo consideraba como una deidad suprema.
El atributo más obvio del dios es su aspecto guerrero, gran cantidad de mitos lo describen abriéndose paso con su martillo de guerra entre hordas de gigantes. Sin embargo Thor en el papel de guerrero cumple un rol protector, a diferencia de Odín que llamaba a sus seguidores a la batalla para la muerte y la gloria, por ello Thor tuvo un culto más extendido entre las comunidades más pacíficas de campesinos y artesanos.
Para los islandeses Thor era el patrón de la ley, y el þing abría los jueves en su honor y era invocado en la mayoría de los juramentos.
En Haustlöng uno de los kenningars para el dios es "pensador profundo", y si bien en la mayoría de las ocasiones prefiere la acción directa a la estrategia, numerosos mitos ilustran su sabiduría, tal como es el caso del poema éddico Alvíssmál donde Thor engaña al sabio enano Alvíss, pretendiente de su hija, con una competencia de adivinanzas que Thor se encarga de extender hasta la mañana para que los primeros rayos del sol conviertan en piedra al enano. En la saga de Gautrek se relata que Thor desafía a Odín sobre el destino del nieto de gigantes, Starkad, con una serie de maldiciones que contrarrestan muchas de las bendiciones que le otorga Odín.
Además, Thor es asociado con las runas y con la consagración, también es poseedor de habilidades mágicas, la resurrección de sus cabras, su cambio de tamaño y forma.
Como dios del cielo, también tiene un rol de fertilidad. Se creía que los relámpagos de las tormentas de verano maduraban los cultivos. El martillo de Thor sobre la falda de la novia, tal como se relata en Þrymskviða, sugiere un ritual de fertilidad y una interacción simbólica entre el cielo y la Tierra.

## Genealogía
Thor es hijo del dios mayor Odín y de la diosa Jörð, personificación de la Tierra. Su esposa es Sif, con quien tuvo una hija llamada Þrúðr, la cual es una valquiria cuyo nombre significa "fuerza" o "poder". Con la gigante Járnsaxa tuvo otro hijo llamado Magni, que significa "fuerte". También es padre de Móði, cuyo nombre significa "ira", pero no hay información en los mitos sobre quién es su madre. Los nombres de sus hijos parecen ser personificaciones de todos los atributos que caracterizaban a Thor.
Además, el dios también tiene un hijastro llamado Ullr, hijo de Sif del cual no se menciona a su padre.
En el prólogo evemerista de la Edda prosaica también se indica que tiene un hijo con Sif llamado Lóriði, y se mencionan unas diecisiete generaciones de descendientes; pero este prólogo es apócrifo y tenía la intención de dar una posible explicación sobre cómo los Æsir llegaron a ser adorados desde una óptica cristiana.

## Posesiones

### Mjolnir

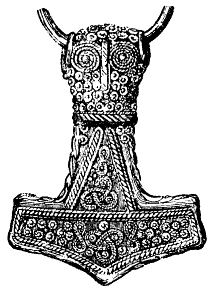
Ilustración de un martillo de plata enchapado en oro encontrado en Bredsätra, Öland, Suecia.

El objeto más representativo de Thor es su martillo de guerra de mango corto, llamado Mjolnir, creado por los enanos Sindri y Brokk. Tiene la propiedad de nunca fallar en su blanco y tras ser arrojado siempre regresa a las manos de su dueño, además puede encogerse y ser llevado con disimulo en la ropa y también puede ser utilizado para arrojar rayos. Para alzar su martillo, Thor utiliza un cinturón que aumenta su fuerza, llamado Megingjörð, y un par de guantes especiales de hierro. Mjolnir es su arma principal a la hora de combatir a los gigantes, siendo calificada por los dioses como el más precioso de todos los trabajos de los enanos y el arma más poderosa que poseen los dioses en su defensa contra las fuerzas de Jötunheim. El martillo se convirtió en un símbolo del dios y en un amuleto y pieza de ornamento muy popular durante la era Vikinga e icono del paganismo nórdico y germánico.

### Carro
Thor viaja en un carro que es tirado por los machos cabríos mágicos llamados Tanngrisnir y Tanngnjóstr. Tenían la peculiaridad de que Thor podía cocinarlos y luego si necesitaba continuar su viaje, cubría los huesos con la piel y utilizaba el poder regenerador de su martillo para volverlos a la vida. En una ocasión en que pidió hospedaje en la cabaña de unos campesinos para pasar la noche, cocinó los machos cabríos y uno de los hijos de la familia, llamado Þjálfi, quebró uno de los huesos, de modo que cuando Thor los devolvió a la vida a la mañana siguiente, notó que uno de ellos cojeaba. La ira de Thor fue enorme y para subsanar el problema Þjálfi y su hermana Röskva se convirtieron en sus sirvientes y le acompañaron en muchas de sus travesías. El poema escáldico Haustlöng relata que la tierra era arrasada y las montañas se resquebrajan cuando Thor viajaba en su carro.

### Bilskirnir
Thor vive en el Asgard, en el reino de Þrúðheimr o Þrúðvangr, que significa "Hogar de la fuerza". Allí vive con su esposa Síf y sus hijos en el palacio llamado Bilskirnir, el cual según es relatado en Grímnismál, es el más grande de todos los edificios y posee 540 habitaciones. Según se relata en Hárbarðsljóð, aunque es la única fuente que lo menciona, Thor recibiría allí a los campesinos y esclavos muertos.

## Mitos

### Edda poética

#### Völuspá
Völuspá es el primer poema de la Edda poética y uno de los más conocidos. En este texto Odín consulta a una völva quien le relata todo su conocimiento sobre el pasado y el futuro del mundo y Thor es mencionado en varias oportunidades.
La primera mención al dios se realiza cuando se relata sobre cómo dio muerte al gigante disfrazado que había reconstruido parte de las murallas del Asgard y había pedido a Freyja a cambio. Loki quien había ideado ese plan, al final logra que el gigante no cumpla con la total construcción y por ende no pueda llevarse a Freyja, sin embargo el gigante se quita su disfraz y lleno de ira amenaza a los dioses, pero Thor no tarda en aparecer y darle muerte con su martillo.
Además sobre el final del poema se relatan los hechos que sucederán durante la batalla del fin del mundo, el Ragnarök. La völva conocedora del futuro describe los sucesos de esta batalla y entre ellos, la muerte de Thor que ocurriría apenas diese muerte a la serpiente gigante del Midgard, Jörmundgander la cual al morir expele su veneno sobre Thor, quien retrocede nueve pasos y cae muerto.

#### Hárbarðsljóð
En Hárbarðsljóð se relata una disputa entre un barquero rudo llamado Hárbardr y Thor quien regresaba hacia el Asgard, luego de combatir gigantes en Jotunheim. El barquero parece ser Odín disfrazado aunque algunos comentaristas como Vyktor Rydberg argumentan que el papel parece ser más adecuado para el engañoso dios Loki.
Thor se identifica y menciona su descendencia mientras que el barquero dice llamarse Hárbardr. En la disputa verbal el barquero resulta ser más astuto que Thor ya que conoce mucho sobre sus aventuras y las minimiza. Finalmente se niega a acercarse a la costa y ayudarlo a salir de la tierra de sus enemigos los gigantes, prolongando el diálogo y burlándose del dios con astutos e irritantes comentarios.

#### Grímnismál
En el poema Grímnismál se realiza una lista de las moradas de los dioses y entre ellas se hace una breve mención a Thor, citando el lugar donde moraba el dios en su palacio llamado Bilskirnir en Thrudheim. Más adelante hay una estrofa bastante críptica que hace referencia al dios cruzando el puente de Bifrost mientras este arde en llamas.

#### Hymiskviða

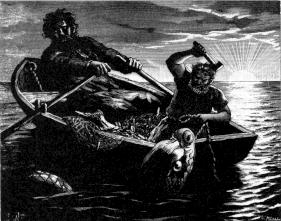
Thor e Hymir pescando. Ilustración de 1893 para la edición sueca de la Edda poética de Fredrik Sander.

Hymiskviða es un poema formado por fragmentos de mitos con muy poca estructura, donde las escenas se suceden de una forma poco natural. Se relata la preocupación de Ægir por no tener un caldero lo suficientemente grande como para preparar cerveza para todos los Æsir que van a visitarle. Tyr recuerda un gran caldero en posesión del gigante Hymir y junto a Thor se dirigen a su morada. Tras llegar Thor come tanto que no queda nada para los demás por lo cual deben dirigirse a pescar. Luego se relata que utilizando como carnada la cabeza de un buey Thor pesca a la serpiente del Midgard, pero el gigante atemorizado corta el cordel y el dios, al ver que su presa se le escapa, le arroja su martillo, haciendo que la serpiente se hunda en las profundidades provocando temblores en la tierra. Tras regresar el gigante reta a Thor en su fuerza desafiándolo a romper una taza mágica. Thor sabía que esta taza solo podía romperse si era arrojada a la cabeza del gigante, por lo cual se la arrojó y la hizo añicos. Luego de esto el gigante les da el enorme caldero, y tras su partida va abriéndose paso entre hordas de gigantes. Finalmente regresa a la morada de Ægir y le entrega el caldero para que preparase cerveza.
Otras versiones similares aunque menos desarrolladas de este relato se conservaron en los poemas escáldicos Húsdrápa y Ragnarsdrápa, ambos preservados en la Edda prosaica.

#### Þrymskviða
En el poema Þrymskviða se relata que el gigante Þrymr había robado el martillo de Thor, Mjölnir y pretendía a Freyja como esposa como pago para devolverlo. En lugar de Freyja, los Æsir lograron convencer a Thor de que se vistiera como una novia y Loki como su criada y ambos así disfrazados viajan a Jötunheim para la "boda". La identidad de Thor es cómicamente señalada ya que en la ceremonia de recepción el dios se come un buey entero, mientras Loki intenta dar explicaciones apenas creíbles para ese extraño comportamiento de una dama diciendo que su hambre es fruto del largo viaje y de la ansiedad por la boda. Los gigantes en cierta manera aceptan estos argumentos y cuando planean consagrar la unión, el gigante coloca el martillo Mjölnir en la falda de la supuesta novia, con lo cual inmediatamente Thor lo toma, se arranca su disfraz de novia y lo mata, haciendo lo mismo con el resto de los familiares del gigante invitados a la reunión.

#### Alvíssmál
En Alvíssmál se relata que la hija de Thor, Þrúðr estaba prometida al sabio enano Alvíss, hecho que ocurrió durante la ausencia de su padre. El dios ideó un plan para hacer fracasar los planes de matrimonio del enano. Le dijo a Alvíss que debido a que era de muy baja estatura, debía entonces demostrar su sabiduría. El enano aceptó el reto y Thor comenzó una prueba de preguntas y respuestas que se encargó de extender hasta el amanecer, de modo que cuando salieron los primeros rayos del sol lo convirtieron en piedra, tal como le sucedía a todos los enanos en contacto con la luz solar.

#### Lokasenna
En Lokasenna los dioses insultan a Loki durante una reunión celebrada en la morada de Ægir, a la cual Loki, quien no había sido invitado, acude, mata a uno de los sirvientes e insulta a los dioses. En la traducción del poema por Lee M. Hollander, aclara que no todas las acusaciones que Loki hace eran aceptadas por la tradición popular y en muchos casos parece que los dioses no se molestan en refutarlas.
Thor hace su aparición sobre el final de la obra luego de que los dioses por turno intentaran apaciguar a Loki y evitar disputas en la casa del anfitrión, tal cual lo establecían las reglas de hospitalidad. Thor dispuesto a una acción directa le amenaza con su martillo. Loki continúa burlándose de él, contando la ocasión en que durante un terremoto se refugió en lo que resultó ser el dedo del guante de un gigante, y de su gula, pero ante una nueva amenaza de hacerlo callar con su martillo, Loki decide retirarse reconociendo que solo Thor le provocaba temor ya que era un gran guerrero.

### Edda prosaica

#### Gylfaginning
Gylfaginning es la primera parte de la Edda prosaica y en él se relata el viaje de Gylfi al Asgard, y su descripción de los dioses, entre los cuales Thor es mencionado.

XXI. ... Thor es el más noble de ellos [los Æsir], es llamado Thor de los Æsir, u Öku-Thor; es el más fuerte de los dioses y los hombres. Tiene su reino en el lugar llamado Thrúdvangar, y su palacio es llamado Bliskirnir; allí hay 540 habitaciones. Es la mayor morada que conocen los hombres...

Thor tiene dos machos cabríos, que son llamados "dientes esparcidos" y "rechina dientes", y un carro que conduce, y es tirado por ellos; por lo que es llamado Öku-Thor. También tiene tres cosas de gran valor: primero es el martillo Mjolnir, que los gigantes de la escarcha conocen, cuando lo alza saben que no hay esperanza; ha machacado muchos cráneos entre los de su raza. Tiene una segunda cosa de mucho valor: su cinturón de poder, y cuando lo abrocha su fuerza de deidad se duplica. Además tiene un tercer objeto de gran valor: sus guantes de hierro; no puede sin ellos tomar el mango de su martillo. Pero nadie es tan sabio como para contar todas sus grandes hazañas...
Gylfaginning, capítulo 21

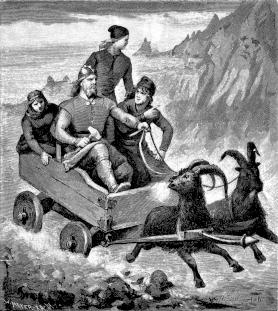
Thor y sus compañeros viajando en su carro. Ilustración de 1893 para la edición sueca de la Edda poética de Fredrik Sander.

Más adelante se relata la ocasión en que Thor emprende un viaje junto a Loki hacia la tierra de los gigantes, Jotunheim, para combatirlos. Viajando en su carro, al llegar la noche se detienen en la casa de unos campesinos solicitando hospitalidad. Thor mata a sus cabras y las prepara para cenar junto con las familias de campesinos. Sin embargo el hijo de ellos, llamado Þjálfi rompe uno de los huesos y cuando a la mañana siguiente, el dios coloca el cuero sobre los huesos e invoca el poder de su martillo para regresar las cabras a la vida, nota que uno de sus animales cojea. El dios se llena de ira y salen destellos de sus ojos, por lo que el hijo del campesino, atemorizado confiesa que él ha sido quien lo ha quebrado. Para apaciguar la ira del dios él y su hermana Röskva pasan a ser sus sirvientes o thralls. Desde ese momento le acompañan en muchas de sus jornadas de combate a los gigantes de la escarcha.
Tras ese incidente parte de la casa del campesino junto a Loki y los dos sirvientes dejando atrás a sus cabras y viaja hacia el este, en la tierra de los gigantes y atravesando el mar llegan a una tierra desconocida.
Tan pronto como cae la noche buscan refugio y se encuentran un salón muy grande donde deciden pasar la noche. A la medianoche ocurre un violento terremoto y entonces Thor y sus compañeros se refugian en una habitación lateral, quedado Thor en la entrada dispuesto a defenderse con su martillo. Al amanecer se encuentran con un gigante de enormes dimensiones, durmiendo cerca de ellos, y descubren que habían pasado la noche en el dedo pulgar del guante del gigante. Thor se acerca y pregunta al gigante su nombre y este dice llamarse Skyrmir y reconoce al dios inmediatamente, proponiéndole compartir sus víveres, aunque inmediatamente se aleja. Regresa por la noche y le dice a Thor que tome víveres de su bolsa mientras él se dispone a dormir. Sin embargo el dios no puede deshacer el nudo de la bolsa del gigante y sospechando la burla de gigante decide golpearlo con el martillo, lo cual resulta infructuoso ya que el gigante apenas se despierta y pregunta si le ha caído una hoja.
A la mañana siguiente el gigante apresura a los viajeros y les dice que deben conocer al señor de esas tierras, el gigante Útgarða-Loki. Llegan a un castillo enorme en medio de una planicie perteneciente al rey Útgarða-Loki, quien los recibe en su enorme salón. Luego invita a los recién llegados a participar en las competencias que ellos propongan y el primero en aceptar el desafío es Loki, quien dice que nadie puede comer a su velocidad. Sin embargo el rey llama a Logi quien come la carne, los huesos y la tabla en que le sirven. Luego el joven Þjálfi manifiesta que es capaz de correr muy rápido, y el rey invita al desafío a Hugi, quien en la competencia dobla en velocidad al sirviente. Finalmente llega el desafío para Thor quien estaba muy sediento y dice que nadie bebe como él. De inmediato un sirviente del rey le trae un cuerno y le dice que los grande bebedores lo vacían de un solo trago; el dios no lo ve demasiado grande y bebe hasta quedar sin aire, pero el nivel de bebida se mantiene casi constante, lo intenta en dos oportunidades más y apenas logra bajarlo un poco. El rey dice sentirse decepcionado ya que había oído grandes relatos de él y le invita levantar su gran gato, pero el dios apenas puede levantarlo un pie del suelo.
El dios se enoja y le dice que le presente a alguien para luchar, que se anima a derrotarlo, a lo cual el rey llama a una mujer anciana llamada Elli que según dice ha vencido a muchos hombres. Finalmente el forcejeo dura un rato hasta que la anciana derrota al dios.
Luego de pasar la noche los viajeros están dispuestos a partir asombrados en la forma en que habían sido humillados, pero a la mañana siguiente Útgarða-Loki los acompaña hasta las afueras del castillo y le dice a Thor que nunca había conocido a alguien tan fuerte y le dice que había sentido temor de su poderío. Le confiesa que todo había sido hecho con trucos magia y habían sido ilusiones ópticas, que el nudo de la bolsa del gigante estaba sellado con hierro y que el gigante era él utilizando trucos de magia, y que el martillazo que le había dado había partido en tres una montaña. También le confesó que todas las cosas contra lo que habían competido se trataban de trucos de magia, Logi que lo devoraba todo, era en realidad una personificación del fuego y Hugi el veloz, era su pensamiento. Le cuenta que le provocó gran asombro que lograra bajar un poco el cuerno con la bebida ya que estaba conectado al océano y que cuando llegaran a la costa verían cuanto habían bajado las aguas, siendo esto el origen de las mareas. El gato que apenas había podido levantar, era una ilusión de la serpiente del Midgard, que rodea al mundo y que la había logrado levantar casi hasta el cielo. Finalmente la anciana con la cual forcejea y termina cayendo apoyado en una de sus rodillas, se trataba de una personificación de la muerte.
El gigante les pide que nunca regresen y el dios con gran ira por haber sido engañado decide golpearlo con su martillo, pero al instante el gigante y el castillo desaparecen, y parten nuevamente de regreso.
Más adelante se relata la pesca de la serpiente del Midgard, de forma similar a Hymiskviða en la Edda poética y sobre el final se menciona a Thor santificando la pira funeraria de Baldr.

#### Skáldskaparmál
En Skáldskaparmál entre las listas de kenningars para los dioses se encuentran referencias sobre como puede designarse a Thor.

XI. ¿Qué figuras deberían emplearse para perifrasear el nombre de Thor? Entonces: uno podría llamarlo el hijo de Odín y de Jörd, padre de Magini y Módi y Thrúdr, esposo de Sif, padrastro de Ullr, el que blande y es poseedor de Mjöllnir y del cinturón de fuerza, y de Bilskirnir; defensor del Ásgard y del Midgard, adversario y sometedor de gigantes y mujeres troll, golpeador de Hrungnir, de Geirrödr y de Thrívaldi, amo de Þjálfi y Röskva, enemigo de la serpiente del Midgard, padrastro de Vingnir y Hlóra.
Skáldskaparmál, capítulo 11

Más adelante en el texto se relata la historia de la muerte del gigante Hrungnir a manos de Thor. El gigante había desafiado a Odín en una competencia entre su caballo "Crines doradas" y el del dios, Sleipnir. Odín vence en la carrera, pero el gigante continúa hasta las puertas del Asgard, donde el dios le invita a pasar y beber cerveza. Sin embargo el gigante se embriaga y comienza a agraviar a los dioses y a desafiarlos, hasta que llega Thor quien le obliga a retirarse. Aun así el gigante desafía a Thor a combatir cuando regrese a Jotunhëim por sus armas.
La noticia se divulgó entre los gigantes quienes se dieron cuenta de que había mucho en juego y planearon como herir a Thor aunque Hrungnir pereciera. Entonces en Grjótúnagard crearon un enorme gigante de arcilla llamado Mökkurkálfi, a quien dado su tamaño debieron colocarle el corazón de una yegua. Hrungnir tenía un corazón de piedra, de tres puntas, su cabeza y escudo, también eran de piedra y su arma era una piedra de afilar y a su lado se encontraba el gigante de arcilla.
Thor acudió con Þjálfi, y este último en acuerdo con el dios corrió hasta el gigante y le dijo que le convenía pararse sobre el escudo ya que Thor aparecería por debajo de la tierra, a lo que el gigante hizo caso. El dios apareció blandiendo su martillo, a lo que el gigante le arrojó su piedra, pero el golpe del martillo partió la piedra y continuó hasta dar en la cabeza del gigante la cual se hizo añicos. Mientras Þjálfi golpeó al gigante de arcilla, el cual aterrado ante la visión del dios murió sin combatir.
En el poema escáldico Haustlöng de la Edda prosaica, escrito por el escaldo noruego Þjóðólfur úr Hvini también se describe la muerte del gigante Hrungnir a manos de Thor, pero no se hace mención a Þjálfi.
En Skáldskaparmál también se relata cuando Loki cortó los cabellos dorados de Sif, la esposa de Thor. Cuando el dios supo lo sucedido amenazó a Loki con romperle todos los huesos si no encontraba una solución para su travesura. Ante esta amenaza Loki acudió a donde moraban los hijos de Ivaldi, unos famosos artesanos y estos le hicieron una cabellera de delgados hilos de oro que cuando Sif se la colocó recuperó como su cabello natural.

#### Þórsdrápa
Þórsdrápa narra como Loki incitó a Thor a ir contra los gigantes, sin su martillo y sin su cinturón de poder. En realidad se trataba de una trampa planeada por Loki, quien había sido atrapado por el gigante Geirröd y le había hecho jurar que conduciría a Thor a la batalla en esas condiciones.
En el camino se detienen en la morada de la gigante Gríðr quien conocedora del engaño asiste a Thor dándole unos guantes de hierro, un cinturón mágico y un bastón, según es relatado en Skáldskaparmál.
Thor cruza los océanos hacia Jotunheim, con Þjálfi colgando de su cinturón y al llegar a tierra lo esperan los gigantes de la cueva de Geirröd, pero el dios junto a su sirviente logran derrotarlos con facilidad.
Finalmente Thor es recibido en la morada del gigante, y ve cómo su silla comienza a levantarse con el fin de aplastarlo contra el techo, a lo que el dios utiliza el bastón obsequiada por la gigante para frenar su ascenso y caer sobre dos hijas del gigante, llamadas Gjálp y Greip, matándolas. Luego el gigante le arroja un trozo de hierro al rojo vivo el cual el dios atrapa con los guantes de hierro y aunque el gigante se oculta tras una columna, Thor se lo arroja con tal fuerza que atraviesa la columna y al propio Geirröd, dándole muerte.

### Sagas

#### Landnámabók
Landnámabók es un manuscrito islandés del siglo XII que relata la historia de los primeros asentamientos en Islandia. La gran mayoría era de hombres fervientes adoradores de Thor que huían de Noruega, del reinado de Haraldr Hárfagri. El prefijo Thor está presente en muchos de los nombres de los colonizadores, incluso se menciona que algunos cambiaban sus nombres para mostrar devoción al dios.
Uno de los relatos trata sobre Thorolf, un jefe tribal noruego que cuando se encontraba navegando por el oeste de la isla, arrojó por la borda los pilares de madera de su trono donde estaba tallada una imagen del dios y le suplicó para que aparecieran los troncos en la playa donde debía asentarse y juró dedicarle la tierra de su asentamiento. Encontró los maderos en un fiordo y llamó a sus tierras Thorsnes. Luego construyó un gran templo en honor al dios en una bahía que llamó Hofsvag y colocó una piedra tallada en su honor, donde se hacían sacrificios y se reunían en asambleas para celebrar juicios.
La costumbre de arrojar al mar maderos con imágenes del dios para decidir donde establecerse es mencionado como una costumbre de muchos colonizadores, y algunos consideraban que si se dañaba su embarcación era una señal del dios para desembarcar y tomar esas tierras, mencionándose con frecuencia que se hacían votos o sacrificios para ser guiados y que luego esas tierras eran consagradas al dios.
En el texto se muestra el sincretismo religioso entre algunos colonizadores provenientes de las islas británicas, los cuales profesaban la fe cristiana y los noruegos que en su gran mayoría adoraban a Thor; se menciona que uno de los colonos de padre islandés y madre irlandesa, era cristiano pero durante los viajes hacía votos a Thor.

#### Saga Eyrbyggja
La saga Eyrbyggja está estrechamente relacionada con el Landnámabók y se aportan detalles complementarios sobre Thorolf y su devoción por Thor. La saga dice que su nombre era Rolf y era un poderoso jefe que tenía a su cargo la guardia del templo de Thor y que por su devoción era llamado Thorolf.
En el texto se da una detallada descripción del templo. Es descrito como de gran tamaño, con una puerta en una pared lateral, y frente a la puerta se erigían los pilares del trono. Dentro del templo había otra pequeña construcción techada y en el medio de ésta había un altar sobre el cual se encontraba un gran anillo que era utilizado para realizar juramentos. También sobre el altar podía haber un cuenco con sangre de los animales sacrificados y una rama para salpicar. Alrededor se encontraban las figuras de los dioses y era el lugar más sagrado.
También se menciona que en el oeste de Islandia había un Thing en un promontorio en el cual se encontraba una piedra sobre la cual se realizaban sacrificios humanos en honor al dios.

#### Saga de Njál
La saga de Njál fue escrita en el contexto de una Escandinavia convirtiéndose al cristianismo y contiene muchas alusiones a los dioses nativos.
Thor es mencionado por la madre de un escaldo pagano quien alaba el poderío del dios nativo comparado con el del dios cristiano, recitando unos versos en donde sostiene que las tempestades desatadas por Thor no pueden ser apaciguadas por la deidad de la nueva fe cristiana y debate con un recién converso.
"He escuchado," dice Thangbrand, "que Thor no sería nada, solo polvo y cenizas, si Dios no deseara que viviera."
A lo que la mujer pagana responde recitando dos estrofas.
...
De poca utilidad fue Cristo, yo creo,
Cuando Thor hizo añicos el barco
Al ciervo [barco] de Gylfi Dios no pudo ayudar.
Nuevamente cantó otra canción:
Arrancó la nave de Thangbrand de sus amarras,
El caballo de guerra del rey del mar [barco], Thor con ira destruyó,
Sacudido y hecho añicos, todas sus cuadernas,
Arrojado su costado a la playa;
Nunca más la raqueta vikinga [barco],
En el saladas olas se deslizará,
Por una tormenta despertada por Thor,
Estrellada la corteza en pequeñas astillas
Saga de Njál, capítulo 98

#### Saga de Gautrek
La saga de Gautrek trata de una disputa entre Odín y Thor quienes se encuentran en el papel de jueces en una isla y de forma alternativa conceden bendiciones y maldiciones al nieto de un gigante, llamado Starkad. Thor quien había sido enemigo de su abuelo y le había dado muerte, se encarga hábilmente de responder con maldiciones que neutralizan todas las bendiciones que le otorga Odín.
Entonces Thor habló: 'La madre de Starkad, Alfhild, prefirió a un gigante antes que al propio Thor como padre de su hijo. Por ello ordenó que el propio Starkad nunca tenga un hijo o una hija y su familia termine con él.' 
Odín: "Ordeno que viva por tres lapsos de vida." 
Thor: "Cometerá los actos más viles en cada uno de ellos." 
Odín: "Ordeno que tenga las mejores armas y ropas." 
Thor: "Ordeno que nunca tenga tierra o estados." 
Odín: "Le otorgo esto, que tenga vastas sumas de dinero." 
Thor: "Le maldigo, que nunca esté satisfecho con lo que tenga." 
Odín: "Le otorgo victoria y fama en todas las batallas." 
Thor: "Le maldigo, que en cada batalla él sea gravemente herido." 
Odín: "Le doy el arte de la poesía, para que componga versos tan rápido como pueda hablar." 
Thor: "Él nunca recordará lo que componga." 
Odín: "Ordeno que sea de la más alta estima por los nobles y el mejor de ellos." 
Thor: "La gente común le odiará." 
Saga de Gautrek, capítulo 8

### Gesta Danorum
En el siglo XII, el cronista danés Saxo Grammaticus, al servicio del arzobispo Absalon en Dinamarca, redactó una obra en latín llamada Gesta Danorum en donde se daba una visión evemerista de los dioses paganos con el objetivo de alabar al creciente cristianismo. En este texto Thor es mencionado como un pícaro hechicero que engaña a la gente de Noruega, Suecia y Dinamarca haciéndose pasar por un dios, pidiendo adoración y alejándolos así de la fe cristiana.

## Nombres
Thor es mencionado con diferentes nombres en la poesía en nórdico antiguo, como era costumbre según el uso de kenningars por parte de los escaldos.
En Nafnaþulur, una colección de kenningars, hay una estrofa que contiene una lista de nombres para el dios.
| Þórr heitir Atli ok Ásabragr, sá es Ennilangr ok Eindriði, Björn, Hlórriði ok Harðvéorr, Vingþórr, Sönnungr, Véoðr ok Rymr. | Þórr llamado Atli y Ásabragr, Ennilangr y Eindriði, Björn, Hlórriði y Harðvéorr, Vingþórr, Sönnungr, Véoðr y Rymr. |
| Nafnaþulur, estrofa 17. | |

De estos nombres Atli significa "El terrible", Ásabragr "Príncipe de dioses", Ennilangr "El de frente amplia", Björn "Oso", Harðvéorr "El arquero fuerte", Sönnungr "El verdadero", Véoðr "El protector de lo sagrado" y Rymr "El ruidoso".
Algunos de estos nombres figuran en la poesía éddica y escáldica. Por ejemplo los nombres de Vingþórr "Thor de la batalla" y Hlórriði "El jinete ruidoso" aparecen también en Þrymskviða.
Otros no son mencionados en otras fuentes aparte de Nafnaþulur. En Gylfaginning se le presenta como Öku-Thor, "Thor el auriga".

## Simbología

### Roble de Thor

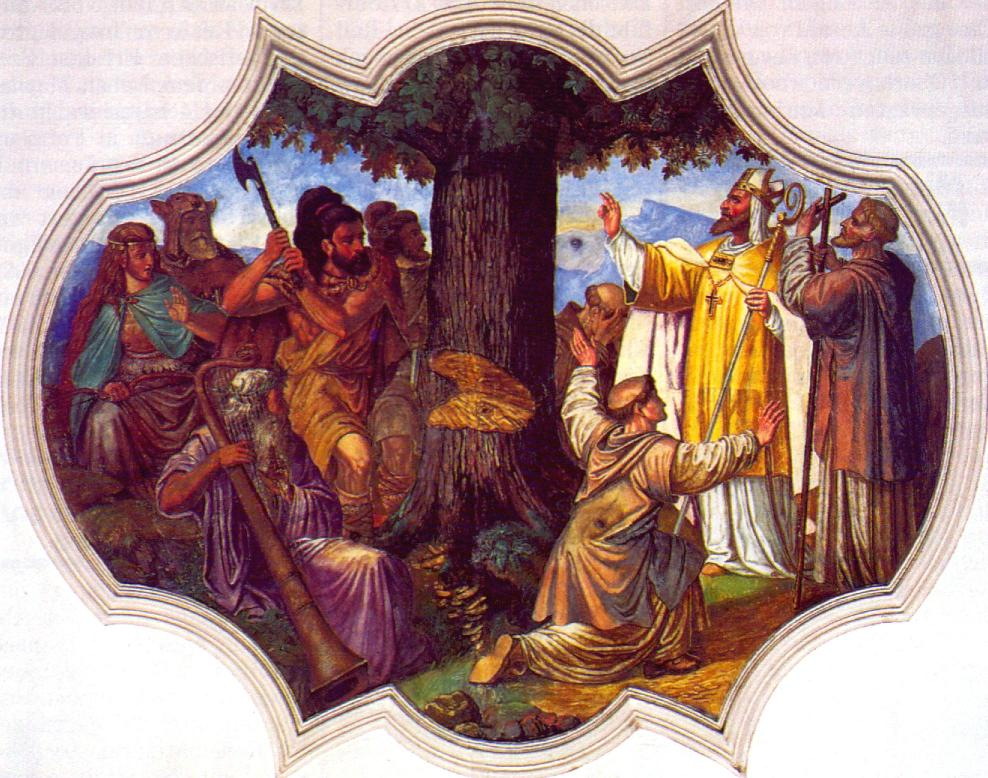
Tala del Roble de Thor, pintura de 1737 en Schliersee.

El roble de Thor era un antiguo árbol sagrado para la tribu germánica de los chatti, ancestros de los habitantes de Hesse, y uno de los más importantes sitios sagrados de los paganos germánicos. Su tala en el año 723 marcó el comienzo de la cristianización de tribus no francas del norte de Alemania.
El árbol se encontraba ubicado en el poblado de Geismar, hoy parte de la ciudad de Fritzlar en el norte de Hesse, y era el punto principal de veneración de Thor, al cual las tribus germanas occidentales conocían como Donar.
Bonifacio llegó a la zona con el objetivo de convertir a las tribus germánicas del norte al cristianismo, usando como base el campamento fortificado franco de Büraburg en el lado opuesto del río Eder. Taló el roble venerado por los habitantes locales en un intento de convencer a la población de la superioridad del dios cristiano sobre Thor y así convencerlos de bautizarse y convertirse al cristianismo. Bonifacio utilizó la madera del roble para construir una capilla en Fritzlar, fundando un monasterio benedictino y estableciendo así la primera diócesis fuera de las fronteras del antiguo Imperio romano.

### Templo de Upsala
Entre 1072 y 1076, Adán de Bremen registraba en su Gesta Hammaburgensis ecclesiae pontificum que existía una estatua de Thor en el Templo de Upsala relatando que:

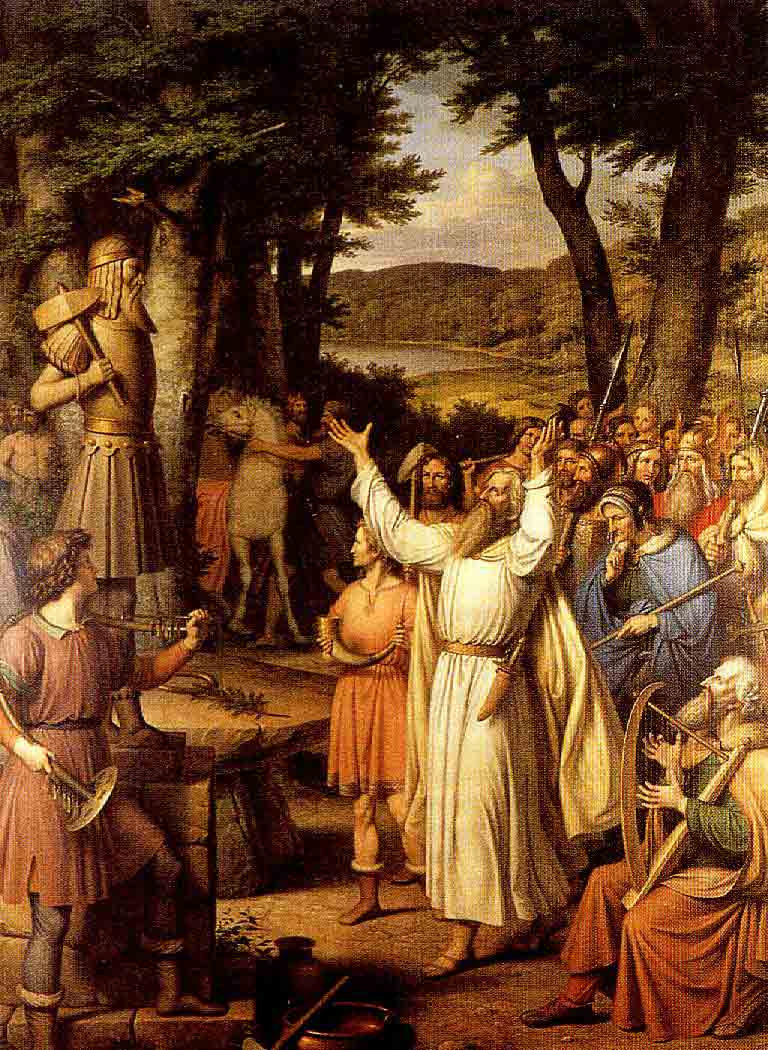
Un sacerdote (goði) guía a la gente en un sacrificio a Thor. Pintura de J. L. Lund.

Thor toma una posición central, con Wotan y Frey a cada lado. Thor, de acuerdo a sus creencias, gobierna el aire con sus truenos, relámpagos, viento, lluvia, y buen clima. Es representado portando un cetro, como muchas de nuestras gentes describen a Jove.

### Voto de bautismo sajón
Thor es mencionado en un voto de bautismo en sajón antiguo en el Codex Vaticano pal. 577 junto con Woden y Saxnot. El voto es del siglo VIII o IX y su fin era para cristianizar a los paganos:
ec forsacho allum dioboles uuercum and uuordum, Thunaer ende Uuöden ende Saxnote ende allum them unholdum the hira genötas sint
La traducción sería:
Yo renuncio a todas las palabras y trabajos del diablo, Thunear, Woden y Saxnôt, y a todos esos demonios que son sus asociados.

### Día de Thor
Þunor, su nombre anglosajón dio lugar al nombre al día Þunresdæg, que significa el día de Þunor, que en el inglés moderno es thursday (jueves). Þunor también es el origen de la palabra inglesa thunder (trueno).
El "día de Thor" en nórdico antiguo es Þórsdagr, en feroés Hósdagur, en inglés Thursday, en alemán Donnerstag (significa "día del trueno"), en neerlandés Donderdag (significa "día trueno"), en finés Torstai y en sueco, danés y noruego Torsdag.
El día fue considerado de suma importancia en la semana, tanto que aún en fechas tardías como el siglo VII, donde Eligio recriminaba a su congregación en Flandes por continuar con sus prácticas nativas de reconocer el día jueves como un día sagrado aún luego de su cristianización.

## Registro arqueológico

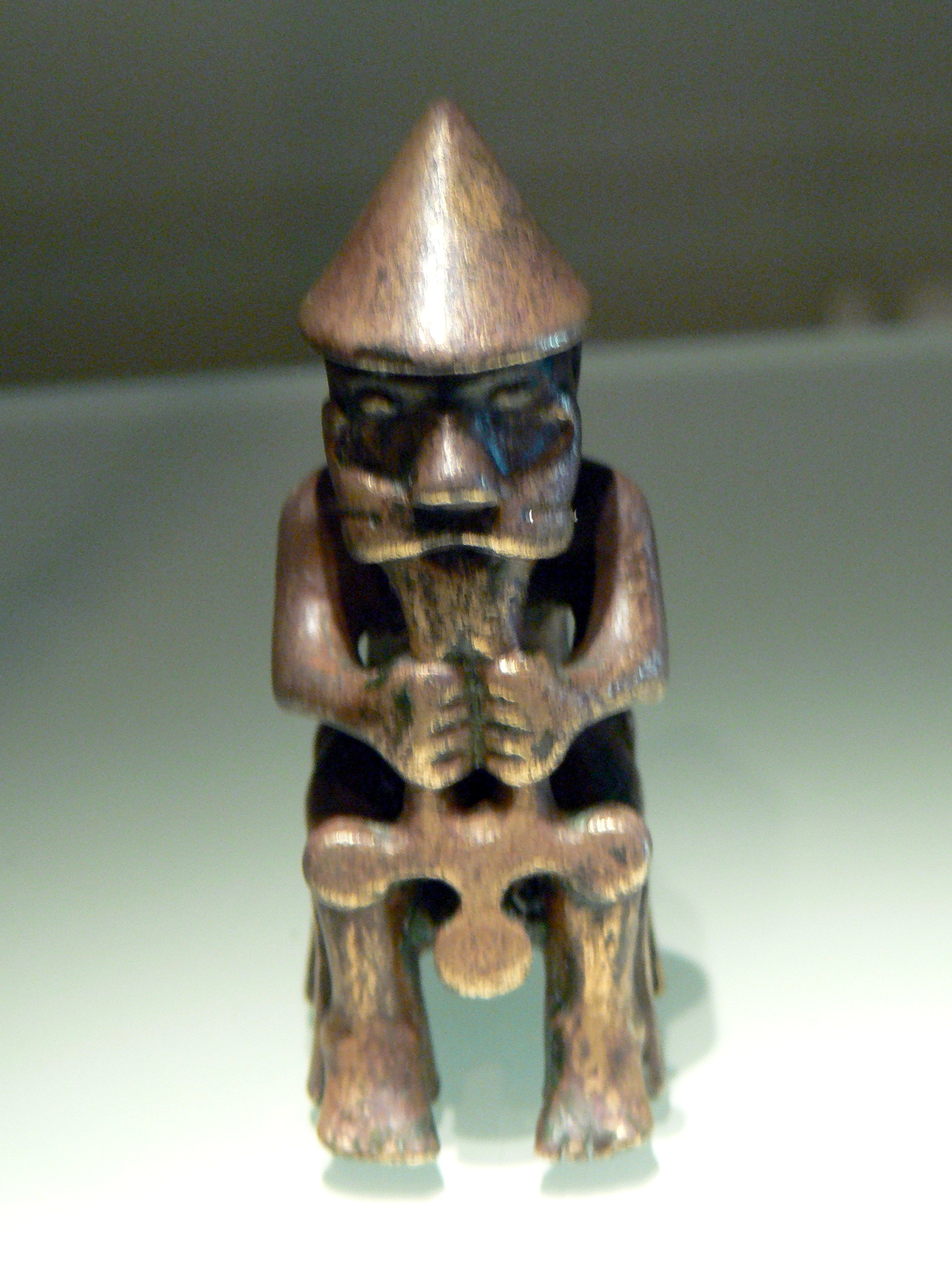
Estatuilla de Thor de Eyrarland en el Museo Nacional de Islandia de Reikiavik.

Thor fue una deidad muy popular para los pueblos germánicos y numerosas representaciones del dios y de sus hazañas sobrevivieron muchos años de destrucción natural e intencional.

### Estatua islandesa
En Islandia, en una granja cerca de Akureyri se encontró una estatua de bronce de Thor popularmente conocida como Estatua de Eyrarland, en el que el dios del trueno aparece sentado (de unos 6,4 cm), que data de alrededor del siglo X, y que se encuentra en exhibición en el Museo Nacional de Islandia. Thor se encuentra sosteniendo su martillo, Mjolnir, esculpido en la forma típica islandesa, con forma de cruz.

### Peroné de Nordendorf
El peroné de Nordendorf, es un hueso humano tallado, de origen alamano, que data del siglo VII. Fue encontrado en Nordendorf cerca de Augsburgo, Baviera y posee en futhark antiguo una inscripción mencionando a Donar, el nombre germánico occidental para Thor. Posee la inscripción de logaþore wodan wigiþonar. La primera palabra logaþore originalmente se creía que podía tratarse del nombre de un dios, pero muy probablemente signifique "magos" o "hechiceros", la segunda, wodan es uno de los nombres del dios Odín y la tercera wigiþonar es una palabra compuesta, donde wigi quiere decir "luchador" y þonar es Donar. Como fue tallada durante el proceso de cristianización, probablemente su fin era abjurar de los dioses paganos calificándolos de hechiceros.

### Réplicas emblemáticas de Mjolnir
Las réplicas de Mjolnir fueron ampliamente populares en Escandinavia y se utilizaron en blóts y otras ceremonias sagradas como las bodas. Muchas de estas réplicas se encuentran también en las tumbas y tienen un lazo para poder utilizarlas como colgantes en el cuello. Fueron descubiertas mayormente en las zonas con una fuerte influencia cristiana incluyendo el sur de Noruega, el sudeste de Suecia, y en Dinamarca. A fines del siglo X, estas réplicas aparecen con una mayor uniformidad en el diseño de Mjolnir sobre los siglos anteriores, lo que sugiere que se utilizaba a modo de accesorio en desafío de la cruz cristiana.

### Runas e imágenes

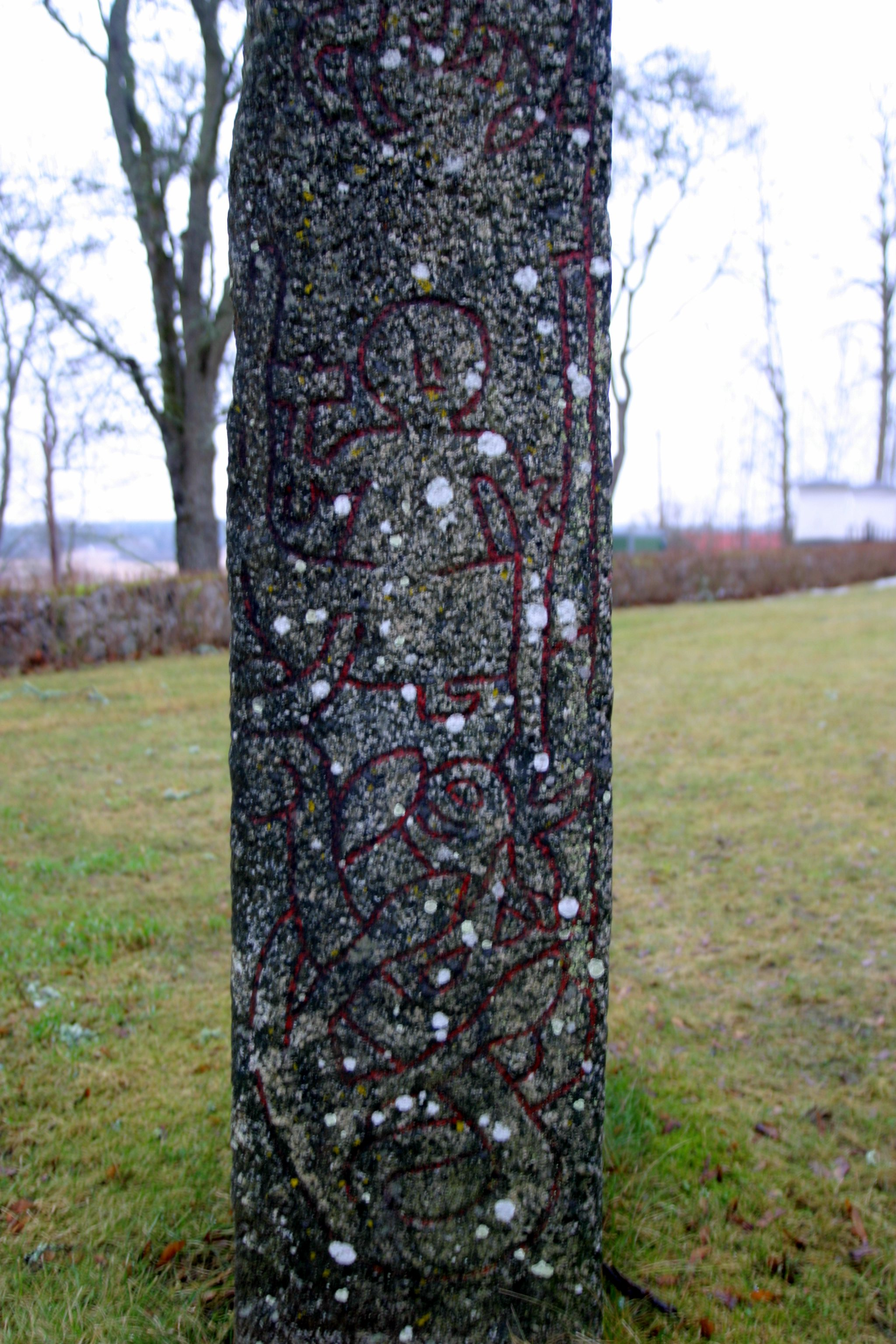
La piedra de Altuna describe a Thor rompiendo el bote en su lucha con Jörmungandr.

La mayoría de las piedras rúnicas fueron erigidas durante el siglo XI y por ello coincidieron con la cristianización de Escandinavia. Excepto por la piedra rúnica de Altuna que describe un mito concerniente a Thor, solo hay seis inscripciones rúnicas que al parecer hacen referencia y cinco de ellas lo hacen invocándolo para consagrar las piedras. Tres de las inscripciones se encuentran en Suecia (la piedra de Rök, Sö 140 y la piedra de Velanda) y tres en Dinamarca (Dr 110, Dr 220 y la piedra de Glavendrup).
La lucha de Thor con la serpiente del Midgard es registrado en Hymiskviða y puede ser encontrado representado en numerosas imágenes en piedras y estelas rúnicas ubicadas en Inglaterra, Dinamarca y Suecia.
En el poblado inglés de Gosforth, Cumbria, se encuentran los restos de una piedra tallada en el siglo X que representa a Thor e Hymir pescando junto a numerosas representaciones nórdicas.
En Dinamarca, una iglesia en el pequeño pueblo nórdico de Hørdum alberga los restos de una piedra que describen a Thor e Hymir en el viaje de pesca de la serpiente del Midgard. Thor está usando un distintivo casco puntiagudo que también se ha encontrado en otras representaciones y ha atrapado la serpiente del Midgard mientras Hymir está sentado a su lado.
En Suecia hay dos piedras que describen esta leyenda. Fueron creadas en algún momento entre los siglos VIII y XI, la parte inferior izquierda de la piedra de Ardre en Gotland ha sido a veces interpretada como la descripción no solo del viaje de pesca pero también referencias a la previa muerte del buey que fue utilizado como carnada, probablemente como parte de una versión anterior del relato.
La piedra de Altuna en Uppland describe a Thor pescando a la serpiente del Midgard. Aunque Hymir está ausente, notablemente destaca el pie de Thor rompiendo el piso del bote durante la intensa lucha.

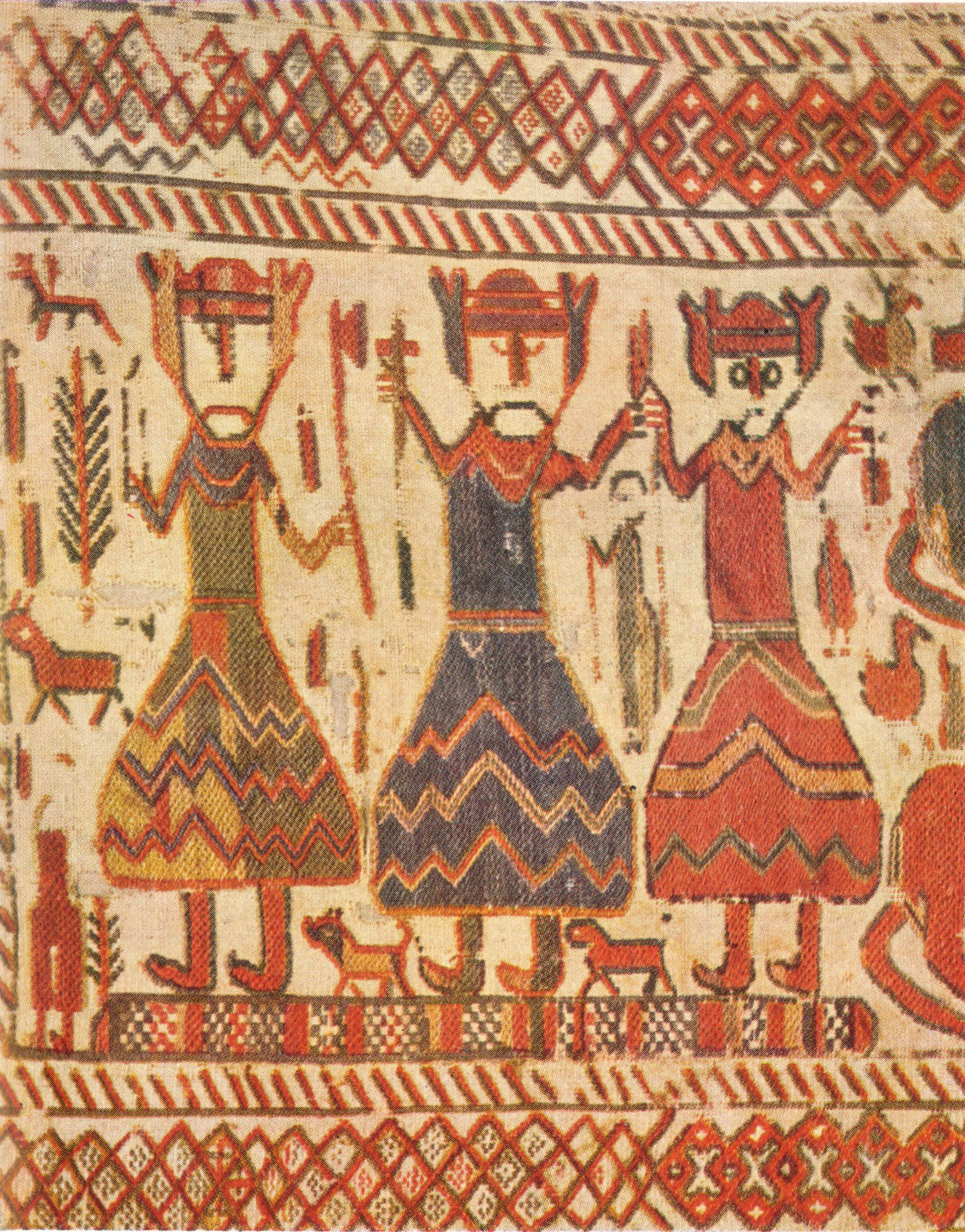
El tapiz de la iglesia Skog muestra desde la izquierda a Odín, Thor con su martillo y Freyr.

### Tapiz de la iglesia de Skog
Una parte del tapiz sueco del siglo XII, de la iglesia de Skog representa a tres figuras a veces interpretadas como alusiones a Odín, Thor y Freyr. Las figuras coinciden con las descripciones del siglo XI de la disposición de estatuas registradas por Adán de Bremen en el templo de Upsala y registros escritos de los dioses durante la época vikinga tardía. El tapiz es originario de Hälsingland, Suecia y se encuentra en el Museo Nacional Sueco de Antigüedades.

### Amuleto de Kvinneby
El amuleto de Kvinneby incluye inscripciones rúnicas. Existen diferentes teorías acerca de las palabras exactas de la inscripción pero todas coinciden en que Thor es invocado para que proteja con su martillo. De acuerdo a Rundata, la inscripción dice:

Aquí tallé protección para ti, Bófi, con/... ... ... a ti es segura. Y que el relámpago mantenga todo el mal lejos de Bófi. Que Þórr le proteja con su martillo que vino del mar. Aléjate de la maldad! Tu obtendrás nada de Bófi. Los dioses están bajo él y sobre él.

El amuleto fue encontrado a mediados de la década de 1950, enterrado en el suelo del poblado de Södra Kvinneby en Öland, Suecia. El amuleto es un cuadrado de cobre que mide aproximadamente 5 cm de lado. Cerca de uno de los bordes hay un orificio, por lo cual cabe presumir que era usado como un colgante para el cuello.

## Epónimos

### Toponimia

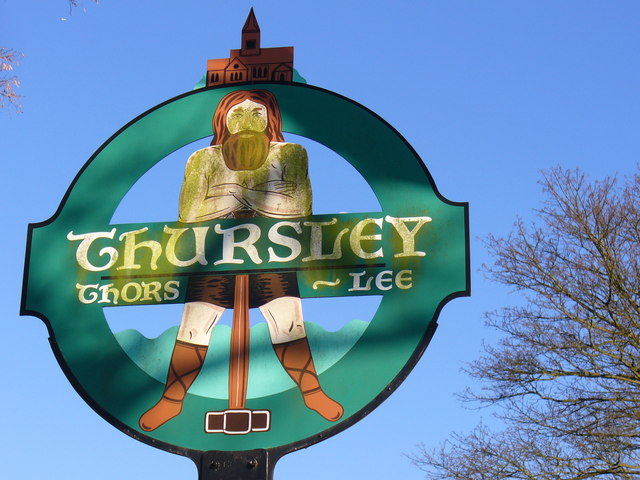
Señal para la aldea de Thursley en Surrey, Inglaterra.

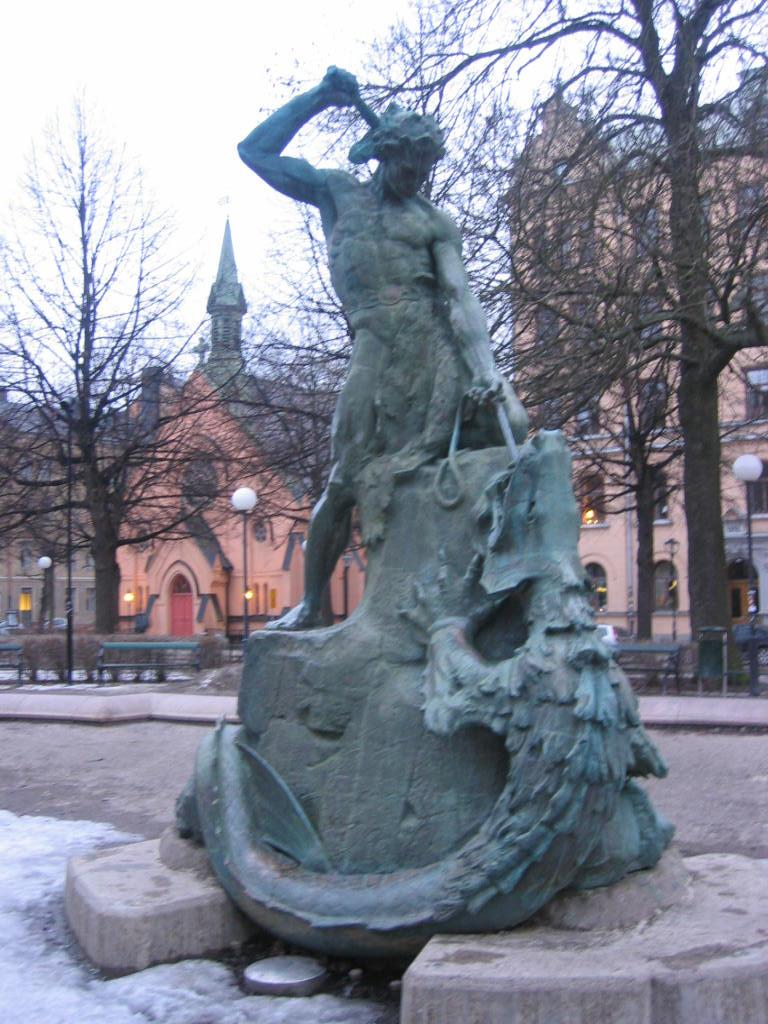
Tors fiske, estatua sobre la lucha de Thor con Jörmundgander, en Mariatorget, Estocolmo, Suecia.

Al ser un dios muy popular entre las diferentes tribus germánicas, muchas localidades fueron nombradas en honor a Thor:
- Páramo de Thorsberg, Alemania (Colina de Thor) es una antigua ubicación con una gran cantidad de objetos de rituales depositados allí entre los años 1 y 4 a. C. por los anglos.
- Tórshavn, Islas Feroe (Puerto de Thor) es la capital.
- El nombre de Thor aparece en conexión con arboledas sagradas (Lundr) en lugares de Suecia, Dinamarca y Noruega.[84]
- Hay un número de lugares con nombres en anglosajón asociados con Thor en Inglaterra, tales como Þunre leah (que significa "Arboleda del trueno") y Thundersley en Essex, Inglaterra.[84]
- Un "Bosque de Thor" existió en los bancos del norte de Liffey, Irlanda en las afueras de Dublín hasta el año 1000 cuando fue destruido en el transcurso de un mes por Brian Boru, quien se interesó particularmente en talar los robles.[85]
- La palabra Thursday (jueves en español) derivaría de Thor's day (en español, el día de Thor).[86]
- El río Torío, al noroeste de España, cuyo nacimiento se encuentra en el municipio de Cármenes (León), encuentra el origen de su nombre en el dios Thor.[87]
- El municipio español de Tordoya en la provincia de La Coruña tiene su origen en la palabra danesa Torden y en el sueco Tordon, que significan trueno y que encuentra su origen también en el dios Thor.[88]

### Astronomía
Un asteroide (299) Thora está nombrado por Thor.